# 김홍 (1910년)
김홍(金鴻, 1910년 5월 28일 ~ 1966년 10월 18일)은 일제강점기의 영화평론가이자 대한민국의 영화평론가 겸 영화감독이며 영화 시나리오 각본가이다.

## 소속
- 前 자유영화사 감사

## 생애

### 생애 초기
호(號)는 능향(陵鄕)이며 평안남도 안주 출생이다.

### 주요 경력
- 1934년 영화평론가 첫 등단하여 8·15 광복 및 대한민국 정부 수립 시기 이후까지 영화평론가 활동.
- 1955년 영화 《자유전선》으로 영화감독·영화 시나리오 각본가 데뷔.

#### 이외 이력
- 前 민주국민당 문화예술행정특임위원(1949년 6월 ~ 1949년 12월)
- 前 한국독립당 문화예술행정특보위원(1957년 3월 ~ 1957년 12월)

## 작품

### 영화평론
- 1947년 《절친한 두 죽마고우 금원 윤봉춘과 춘사 나운규》

### 영화
- 1955년 《자유전선》 ... 감독 및 각본
- 1959년 《언덕의 종은 울려도》 ... 감독 및 각본